# University of Ottawa
University of Ottawa (Frans: Université d'Ottawa) is een publieke onderzoeksuniversiteit in Ottawa, Canada. De universiteit is in 1965 afgesplitst van de Saint Paul University en wordt beheerd en gefinancierd door het provinciebestuur van Ontario.
uOttawa is een van de drie universiteiten van de hoofdstad van Canada. De andere universiteiten zijn Carleton University en Saint Paul University. De universiteit is volledig tweetalig, met een curriculum in het Engels en in het Frans.

## Sport
Een belangrijk onderdeel van het Canadese universiteitsleven is sport. De spelers van uOttawa's sportteams worden de GeeGees genoemd, naar de kleuren van het team (grey/grijs en garnet/rood). De spelers van rivaal Carleton worden The Ravens genoemd, naar de vogel (raaf). Elk jaar spelen de footballteams van uOttawa en Carleton University de bekende Pandagame. De winnaar van deze wedstrijd mag het beeldje genaamd Pedro mee naar huis nemen.

## Alumni
Tot de gekende alumni behoren politicus en voormalig Canadees premier Paul Martin, Pulitzerprijswinnares Carol Shields, singer-songwriter Roch Voisine, politicus Dalton McGuinty en zakenman Daniel Lamarre, sinds 2001 CEO van Cirque du Soleil.